# Rival (canción)
"Rival" es una canción de pop rock escrita e interpretada por el cantautor dominicano-estadounidense Romeo Santos y el cantante principal de Camila Mario Domm. Producida por Santos, la canción fue lanzada en América Latina y Estados Unidos como el tercer sencillo de su álbum debut como solista Fórmula, Vol. 1 (2011).

## Antecedentes
Romeo Santos fue el miembro principal de Aventura, una banda con influencias urbanas y de bachata, que vendió 1,7 millones de álbumes en los Estados Unidos y tuvo el álbum latino más vendido de 2009 The Last.  Después de la separación temporal de la banda,  Santos fue anunciado como la estrella de una próxima serie de comedia que se estrenaría en ABC . La serie trataba sobre la lucha de un dominicano-estadounidense que lucha contra sus creencias para alcanzar el éxito en Estados Unidos y seria el debut como actor de Santos.  Tras el anuncio, Santos firmó un contrato discográfico con Sony Music Entertainment y grabó su álbum de estudio debut, Formula, Vol. 1, que incluye la mayoría de los temas en ritmo de bachata y canciones bilingües como el sencillo principal "You" y "Promise", con Usher. 

## Rendimiento en listas
| Listas (2012)           | Máxima posición |
| ----------------------- | --------------- |
| México (Monitor Latino) | 10              |
| Hot Latin Songs         | 42              |
| Latin Pop Airplay       | 22              |